# Sinalefa
Sinalefa é o fenômeno de transformação de duas sílabas em uma por elisão, sinérese ou crase.
"Quando a ditongação do hiato se verifica entre vocábulos, diz-se que há sinalefa." - Celso Cunha e Lindley Cintra in Nova Gramática do Português Contemporâneo. 